# Junction (Utah)
Junction è una città degli Stati Uniti d'America, situata nello Stato dello Utah, nella Contea di Piute, della quale è anche il capoluogo.